# Marko Muslin
Marko Muslin (Brest, 17 giugno 1985) è un ex calciatore francese, di ruolo centrocampista.

## Palmarès

### Club
- Campionati della RF di Jugoslavia / Serbia e Montenegro: 1

Stella Rossa: 2003-2004
- Coppe di RF Jugoslavia / Serbia e Montenegro: 1

Stella Rossa: 2003-2004